# Marian Kaziród
Marian Kaziród (ur. 7 sierpnia 1939 w Zawierciu) – polski modelarz lotniczy, wielokrotny mistrz świata i Europy w kategorii F4B (makiet na uwięzi).

## Życiorys
Z zawodu mechanik precyzyjny i elektronik. Pracował jako elektronik w Hucie Zawiercie.
Modelarstwem lotniczym zainteresował się w szkole podstawowej. W wieku 13 lat zapisał się do działającej przy szkole modelarni, zaś w 1954 roku wygrał pierwsze zawody. W latach 60. rozpoczął pracę jako instruktor modelarstwa.
W latach 1968–1969 zdobył mistrzostwo Polski w kategorii F2D, a w 1970 roku zadebiutował w kategorii F4B konstrukcją DHC-1 Chipmunk. W 1984 roku, po zbudowaniu modelu Zlína Z-50L, został powołany do reprezentacji Polski, przez co rozpoczął rywalizację w mistrzostwach Europy i świata. Następnie skonstruował model Avro Lancastera, a później także Fairey Battle. W 1991 roku po raz pierwszy zdobył tytuł mistrza Europy. Rok później po raz pierwszy zdobył mistrzostwo świata. Ogółem sześciokrotnie został mistrzem świata (Stany Zjednoczone 1992, Holandia 1994, Francja 1996, Kanada 2002, Polska 2004 Polska 2008), a czterokrotnie mistrzem Europy (1991, 1995, 1997, 2001). W 1998 i 2010 roku został wicemistrzem świata, a w 1999 roku – wicemistrzem Europy. Kilkunastokrotnie zdobywał także tytuł mistrza Polski.
Jest członkiem Aeroklubu Częstochowskiego. Od 2001 roku prowadzi pracownię modelarstwa lotniczego w Miejskim Ośrodku Kultury w Zawierciu.

## Odznaczenia
- odznaka „Zasłużony Mistrz Sportu”[2]
- Złota Odznaka Modelarska z trzema diamentami (1986)[4]
- Medal za Wybitne Osiągnięcia Sportowe (1995)[1]
- Dyplom im. Alphonsa Penauda (2000)[5]